# Ai Kawashima
Ai Kawashima (川嶋 あい, Kawashima Ai, Fukuoka, 21 de fevereiro de 1986) é uma cantora pop, pianista e compositora de nacionalidade japonesa. Ultrapassando a sua infância trágica, Kawashima publicou o seu single de lançamento "Asueno Tobira" (Porta para Amanhã), assim como o dueto "I Wish" em 2003. Ela é conhecida pelas suas numerosas performances de rua e também pela sua devoção em ajudar crianças, que se encontram numa situação similar à sua no Japão e em todo o mundo.

## Infância e adolescência
Kawashima nasceu e cresceu em Fukuoka, Japão. Após o seu nascimento, a saúde da mãe deteriorou-se e ela morreu quando Kawashima tinha apenas 3 anos de idade. Como o pai havia desaparecido antes de ela nascer, foi levada para um orfanato e eventualmente adoptada pela família Kawashima, donos de uma empresa de construção. O seu pai adotivo morreu quando ela tinha 10 anos. Após se formar no ensino médio, ela mudou-se para Tóquio. A sua mãe adotiva morreu quando ela tinha 16 anos. Kawashima começou a tocar piano com a idade de 3 e eventualmente começou a pensar numa carreira como cantora.

## Carreira
Kawashima iniciou a sua carreira como cantora de enka. Por volta dos 10 anos, ela atuou em palco em Carnegie Hall, Nova Iorque. Em 1999, ela publicou o seu single de lançamento, Juuroku Koi Gokoro/ Anata ni Kataomoi. No entanto, o projecto enka foi incapacitado pelas baixas vendas e foi abandonado completamente dentro de poucos meses.
Após este fracasso inicial, começou a cantar as suas próprias canções em esquinas movimentadas em Shibuya, Tóquio, com um microfone e um rádio. Para se tornar famosa, ela  fixou a meta de atuar 1000 vezes na rua. Inicialmente, ninguém prestou atenção às suas canções, mas a multidão cresceu gradualmente, culminando na sua estreia em palco e, em  2003, o lançamento do single "Asueno tobira" (Porta para Amanhã), que vendeu mais de 900 000 cópias. Ela cantou a canção como vocalista da dupla I Wish. Kawashima seguiu carreira a solo desde que a dupla se separou em 2005. O seu segundo single a solo, "12-ko no Kisetsu " (12 temporadas) ficou em 10º lugar nos Billboard Hits do mundo. Mesmo depois da sua grande estreia, ela continuou a atuar nas ruas e, em 2005, ela realizou 1000 performances de rua, que, segundo Kawashima, tornaram-se os alicerces da sua música. Em 2009, apresentou-se no “Dia do Japão”, no Central Park, em Nova York.

## Vida pessoal
Kawashima dedicou o seu tempo e dinheiro a um projeto para construir casas em países em desenvolvimento. Atualmente, 3 construções já foram completadas e o seu objectivo é construir 100 escolas.
Cada ano desde a morte da sua mãe, ela tem realizado um concerto em sua memória, a 20 de Agosto.
Na noite de 11 de Março de 2011, 20 alunos da escola primária, que conseguiram escapar ao tsunami devastador depois do terramoto de Tohoku confortaram-se uns aos outros, cantando juntos a canção "Tobidachi no hi ni" (No dia da partida) no Satuário local de Shinto, onde passaram a noite. Os estudantes haviam praticado a canção para sua cerimónia de formatura, para a qual faltava apenas uma semana. Tendo ouvido a história, Kawashima visitou os estudantes num abrigo a 6 de Abril e cantou com eles a mesma canção. A 21 de Agosto, visitou os estudantes uma vez mais para assistir à sua cerimónia de formatura e cantarem essa canção juntos. A canção termina com as palavras “Floresçamos deste rebento”.

## Discografia
As canções de Kawashima foram apresentadas em diversos animes e jogos de vídeo. "Zetsubou to  Kibou" (絶望と希望) é a canção-tema de Shining Force Neo; "Compass" é a canção-tema do oitavo filme One Piece - episódio de Alabasta: : The Desert Princess and the Pirates e "Kimi no Koe" é a canção-tema final do The Place Promised in Our Early Days. Uma de suas canções mais recentes, " Door Crawl", é a música tema do Final Fantasy Fables: Chocobo's Dungeon.

### Singles
1. [2003.08.21] Tenshitachi no Melody / Tabidachi no Asa (「天使たちのメロディー/旅立ちの朝」)
2. [2004.02.18] 12-ko no Kisetsu ~4 Dome no Haru~ (「12個の季節～4度目の春～」)
3. [2004.05.25/06.02] Page 525 (525ページ)
4. [2004.08.04] Mermaid (「マーメイド」)
5. [2004.11.17] 'Sayonara' 'Arigatō' ~Tatta Hitotsu no Basho~ (「さよなら」「ありがとう」～たった一つの場所～)
6. [2005.04.06] Zetsubō to Kibō (「絶望と希望」)
7. [2005.08.24] ...Arigatō... (「・・・ありがとう．．．」)
8. [2006.02.01] Dear / Tabidachi no Hi ni... (Dear/旅立ちの日に…)
9. [2006.04.19] Mienai Tsubasa (「見えない翼」)
10. [2006.10.11] Taisetsu na Yakusoku / Mou Hitotsu no Yakusoku (「大切な約束/もう１つの約束」)
11. [2007.02.14] My Love
12. [2007.03.14] Compass
13. [2007.05.30] Kimi ni..... (「君に･････」)
14. [2007.10.03] Shiawase Desu ka / Suitcase (「幸せですか/スーツケース」)
15. [2007.12.12] Door Crawl (「ドアクロール」)
16. [2008.08.20] Kakera (「カケラ」)
17. [2009.04.08] Daijōbu da yo (「大丈夫だよ」)
18. [2009.12.16] Daisuki da yo (「大好きだよ」)
19. [2010.04.07] haru no yume (「春の夢」)
20. [2010.12.16] I Remember feat. Joe Sample
21. [2013.04.10] Yes/No / T

### Mini Álbuns
1. [2002.07.13] Kono Basho Kara... (「この場所から・・・」)
2. [2002.10.18] Habatakeru Hi Made... (「はばたける日まで・・・」)
3. [2002.12.26] Ayumi Tsuzukeru Tame ni... (「歩みつづけるために・・・」)
4. [2003.03.08] Yuki ni Saku Hana no yō ni... (「雪に咲く花のように・・・」)
5. [2003.05.23] Ashita o Shinjite... (「明日を信じて・・・」)
6. [2003.08.02] Utai Tsuzukeru Kara... (「歌いつづけるから・・・」)

### Álbuns
1. [2005.05.18] 12-ko no Uta (Message) (12個の歌(メッセージ))
2. [2005.09.28] Rojōshū 1-gō (「路上集Ⅰ号」)
3. [2006.05.24] Thank You! (サンキュー!)
4. [2006.08.23] Piano Songs: Rojōshū 2-gō (Piano Songs～路上集2号～)
5. [2007.06.27] Ashiato (足あと)
6. [2008.04.23] Café & Musique: Rojōshū 3-gō (Café & Musique ～路上集3号～)
7. [2008.06.04] Single Best
8. [2008.06.04] Coupling Best
9. [2009.06.03] Simple Treasure
10. [2010.05.26] 24/24
11. [2011.06.29] My favorite songs - Wing
12. [2012.02.22] My favorite songs - Tabidachi
13. [2013.06.26] One song

### DVDs
1. [2004.12.01] 道の途中で...。 (Michi no Tochuu de...)
2. [2005.06.08] ライブ1000回達成記念～1136日の記録～ (Live 1000-kai Tassei Kinen 1136 Nichi no Kiroku)
3. [2005.12.21] PV Collection +α
4. [2006.11.01] ドラマ (大切な約束) (Drama (Taisetsu na Yakusoku))
5. [2006.11.29] つばさ祭'06～秘密の陣～ (Tsubasa-Sai '06: Himitsu no Jin)
6. [2006.12.20] 川嶋あいConcert Tour2006 ～サンキュー！～ (Kawashima Ai Concert Tour 2006: Thank You!)
7. [2007.04.11] 2003.8.20 渋谷公会堂 ～旅立ちの朝～ (2003.8.20 Shibuya Kōkaidō: Tabidachi no Asa)
8. [2007.06.27] つばさ祭'07～春の陣～ (Tsubasa-Sai '07 ~Haru no Jin~)
9. [2007.12.26] Ai Kawashima Concert 2007 足あと (Ai Kawashima Concert 2007 Ashi Ato)
10. [2009.04.08] The Best: Seventeenfivetwentyto- Ai Kawashima Concert Tour 2008
11. [2010.01.13] What's your Simple Treasure? Special Ai Kawashima Concert Tour 2009 渋谷C.C.Lemonホール (What's your Simple Treasure? Special Ai Kawashima Concert Tour 2009 Shibuya C.C.Lemon Hall)
12. [2012.01.08] WING 〜Ai Kawashima Live Concert 2011〜
13. [2012.12.26] My Room - 8 Gatsu 20 Ka 10 Kai Kinen

### Livros
- 16-sai no Shiroi Chizu 16歳の白い地図. Gakken. July 25, 2003. ISBN 9784777103690.
- Aoi Tabi no Tsuzuki 蒼い旅の続き. Gentosha. September 2, 2004. ISBN 978-4-344-00669-0.
- Saigo no Kotoba 最後の言葉. Goma Books. September 1, 2005. ISBN 978-4-7771-0209-9.